# Новое Колено
Но́вое Коле́но — деревня в Гатчинском муниципальном округе Ленинградской области.

## Название
Своё название получило от соседней деревни Старое Колено, ранее называлась Кривое Колено.

## История
КОЛЕНО — деревня принадлежит ведомству Гатчинского городового правления, число жителей по ревизии: 8 м. п., 12 ж. п. (1838 год)

КОЛЕНО КРИВОЕ — деревня Гатчинского дворцового правления, по почтовому тракту, число дворов — 14, число душ — 39 м. п. (1856 год)

В описаниях 1838 и 1856 годов предшественники современных деревень Новое и Старое Колено учитывались совместно как одна деревня Кривое Колено (Колено), а начиная с 1862 года — отдельно.
Согласно «Топографической карте частей Санкт-Петербургской и Выборгской губерний» в 1860 году деревня называлась Кривое Колено и состояла из 4 крестьянских дворов.

КОЛЕНО — деревня удельная при речке Суйде, число дворов — 5, число жителей: 15 м. п., 16 ж. п.;(1862 год)

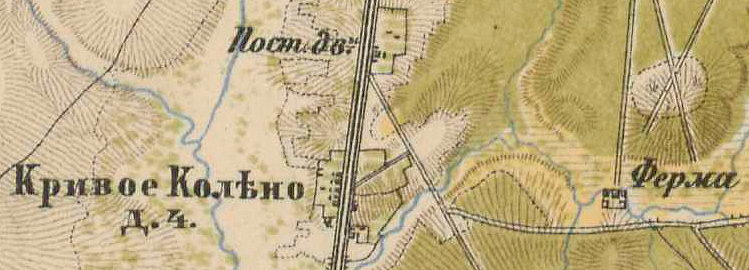
План деревни Новое Колено. 1885 год

В 1885 году деревня Кривое Колено насчитывала 4 двора.
В конце XIX — начале XX века деревня административно относилась к Гатчинской волости 2-го стана Царскосельского уезда Санкт-Петербургской губернии.
В 1913 году дворов было уже 10.
С 1917 по 1928 год деревня Новое Колено входила в состав Коленского сельсовета Гатчинской волости Детскосельского уезда.
Согласно данным переписи населения СССР 1926 года в деревне Новое Колено Коленского сельсовета Троцкой волости Троцкого уезда проживали 77 человек, русские и финны.
С 1928 года в составе Никольского сельсовета. В 1928 году население деревни Новое Колено составляло 221 человек.
По административным данным 1933 года деревни Новое Колено, Старое Колено и Кривое Колено входили в состав Никольского сельсовета Красногвардейского района.

План деревни Новое Колено. 1939 год

Согласно топографической карте 1939 года деревня насчитывала 13 дворов.
C 1 августа 1941 года по 31 декабря 1943 года деревня находилась в оккупации.
В 1958 году население деревни Новое Колено составляло 21 человек.
По данным 1966 и 1973 годов деревня Новое Колено также входила в состав Никольского сельсовета.
По данным 1990 года деревня Новое Колено входила в состав Большеколпанского сельсовета.
В 1997 году в деревне проживали 15 человек, в 2002 году — 13 человек (все русские), в 2007 году — 22.

## География
Деревня расположена в северо-западной части района на автодороге Р23 «Псков» (E 95, Санкт-Петербург — граница с Беларусью).
Расстояние до административного центра поселения, деревни Большие Колпаны — 10 км.
Расстояние до ближайшей железнодорожной станции Гатчина-Балтийская — 19 км.

## Демография
| 1862 | 2007 | 2010 | 2011 | 2012 | 2017 |
| ---- | ---- | ---- | ---- | ---- | ---- |
| 31   | ↘22  | ↗33  | ↘31  | →31  | ↗36  |

### Национальный состав
Согласно данным Всероссийской переписи населения 2021 года в деревне проживали 53 человека, из них:
 русские — 51, татары — 1, финны — 1 человек.

## Транспорт
От Гатчины до Нового Колена можно доехать на автобусе № 531.